# كاكاتا

كاكاتا هي مدينة تقع في غرب ليبيريا، كانت مركز تاريخي لزراعة المطاط الطبيعي في البلاد، بلغ عدد سكان المدينة 33،945 وفقاً لإحصاء عام 2008.